# Superman: Stagioni
Superman: Stagioni (Superman for All Seasons) è una miniserie a fumetti di quattro numeri su Superman realizzata da Jeph Loeb (testi), Tim Sale (disegni) e Bjarne Hansen (colori), pubblicata negli Stati Uniti d'America dalla DC Comics tra settembre e dicembre 1998.

## Realizzazione
La miniserie è stata realizzata dopo un'altra miniserie di successo del duo Loeb-Sale, ovvero Batman: Il lungo Halloween (mentre la storia su Batman era incentrata sulle vacanze, questa è incentrata sulle stagioni). La storia contiene anche dei parallelismi alla miniserie Man of Steel di John Byrne (che nel 1986 aveva rinarrato le origini di Superman dopo l'evento di Crisis).
La storia venne pubblicata in 4 numeri (uno per stagione) di formato prestige da 48 pagine tra settembre e dicembre 1998. L'anno successivo sono stati ristampati in unico volume da 206 pagine, sia cartonato che brossurato.
In italiano la storia è stata pubblicata ad aprile-maggio 1999 dalla Play Press Publishing in due volumi da 96 pagine, con il titolo Le stagioni di Superman. Successivamente è stata ristampata in un unico volume a gennaio 2012 dalla Lion Comics.

## Accoglienza e riconoscimenti
La serie ha ricevuto una nomination agli Eisner Award del 1999 come "Miglior miniserie", così come gli autori Loeb come "Miglior scrittore", Sale come "Miglior disegnatore" (premio da lui vinto, anche per il lavoro su Grendel) e Hansen come "Miglior colorista".
La storia è stata inoltre d'ispirazione per la serie televisiva Smallville.